# Калужский областной драматический театр
Калу́жский областно́й драмати́ческий теа́тр — театр в городе Калуге, один из старейших действующих драматических театров России. Основан в 1777 году.

## История театра
Днём рождения Калужского областного драматического театра считается 19 (30) января 1777 года.
По Указу Екатерины II, 24 августа (4 сентября) 1776 года учреждается Калужское наместничество.
Генерал-губернатор Калужского и Тульского наместничеств, граф Михаил Никитич Кречетников слыл большим поклонником искусств. По его ходатайству и при непосредственном участии создаётся «свой театр» в Калуге.
В город направляются четыре актёра из Санкт-Петербурга: Василий Луков, Иван Ермолин, Николай Никитин, Егор Порываев и одна актриса. Остальных артистов отбирали из числа калужан. Таким образом и была создана первая театральная труппа в Калуге.
Написание пьесы для премьеры было заказано известному русскому драматургу и поэту Василию Майкову, которая выходит под названием «Пролог на открытие Калужского наместничества».
Под театр был оборудован амбар купца первой гильдии Тимофея Шемякина, находившийся в Жировско́й части города (ул. Салтыкова-Щедрина).
Открытие театра и его первого сезона прошло при большом скоплении народа. Было приглашено много видных гостей и высокопоставленных персон со всей России.
Руководителем театра становится известный драматург и композитор того времени Н. С. Титов, который по личной просьбе Михаила Кречетникова руководил перестройкой здания и набором актёров.
Действительный член Русского географического общества, краевед и публицист Дмитрий Малинин, писал в своём «путеводителе 1912 года»:

С 1783 г. руководил театром советник гражд. пал., подполк. П. С. Батурин, который сам сочинил несколько комических опер и оставил интересные записки (еще не изданы; известен только III-й рукописный том). В начале 90-х гг. XVIII в. театр за ветхостью был продан.
После отставки Батурина в 1790 году, театр был перенесён на Сенную площадь (ныне Сквер Мира).
Проезжая через Калугу в 1805 году, Почётный член Государственной медицинской коллегии, — Отто фон Гун (нем. Otto von Huhn) отмечает в своих «Поверхностных замечаниях…» театр в Калуге:

Также в Калуге есть театр. Он построен деревянным, довольно вместителен, и снабжён всем для представления зрелищ потребным, только что не имеет актёров. Иногда однакож играют в нём актёры принадлежащие Князю Козловскому.
Пожар 1820 года полностью уничтожает здание. А «Новый театр», отстроенный в 1821 году, сгорает в 1836-м. С 1836 по 1842 годы спектакли давались на Губернаторской даче и в Загородном саду Калуги.
В середине XIX века под театр был оборудован Городской манеж, на сцене которого в 1871 году выступала известная русская актриса, впоследствии председатель Русского театрального общества Мария Савина, в 1872 году, певица и артистка оперетты, признанная исполнительница «цыганского романса» Вера Зорина.
С 1879 по 1880-е годы с театром сотрудничает драматический актёр и антрепренёр, один из корифеев Малого театра Александр Рассказов.
Известный русский драматург Николай Соловьев, чьи произведения часто запрещались цензурой и не имели одобрения «Театрально-литературного комитета», ставит здесь в 1888 году свои пьесы: «Светит, да не греет», написанную в соавторстве с Александром Островским , и мелодраму «Медовый месяц», в которых занят и как актёр.
На пожертвования жителей Калуги и губернии, в 1875 году возводится здание театра на Сенной площади, которое просуществовало вплоть до конца 1941 года.
«При непосредственном участии и стараниями» Н. Д. Тиллинг-Кручинина, в 1897 году, впервые в Калуге, в стенах театра был показан «Синематограф Люмьер», что вызвало большой ажиотаж публики и местной прессы.
В период Первой мировой войны театр переживает кризис, постоянная труппа отсутствовала, на сцене гастролировали различные антрепризы.
Революции 1917 года привели к коренному переустройству всей театральной жизни России и города.
Летом 1919 года Совет Народных Комиссаров учреждает декрет «Oб oбъединении театрального дела».
Этим декретом «молодое пролетарское государство» национализировало театры и всё театральное имущество. Калужский театр переходит в ведение Наркомпроса (народного образования).
В стране шла Гражданская война, царили голод и разруха, а интерес калужского зрителя к театру был настолько велик, что билеты раскупались сразу после открытия касс — на все места, включая и «галёрку».
Перед премьерой возле здания театра нередко можно было встретить людей, которые обменивали билеты на вещи, продукты, или продавали их за две-три цены от «государственной».
В 1929 году театру было присвоено имя революционера-большевика, советского государственного деятеля и искусствоведа А. В. Луначарского. В начале XX века Луначарский отбывал ссылку в Калуге.

Глухой, захолустный город…
Единственное светлое пятно во мгле — это театр. Калуга тут обогнала многие русские города— А. В. Луначарский .
С началом Великой Отечественной войны, в июле 1941 года из артистов театра была сформирована фронтовая бригада, которая выступала перед воинскими частями, стоящими под Калугой, Юхновом, Ельней.
Артисты театра: Л. А. Марецкий, И. С. Блажнова, И. М. Калинин участвовали в боевых действиях. П. Г. Ванеева и С. Н. Сладкий являлись тружениками тыла. За боевые и трудовые заслуги они были удостоены государственных наград СССР.
В послевоенные годы широкое признание зрителей получил целый ряд блестящих мастеров сцены: В. И. Никитина, П. Г. Ванеева, С. Н. Сладкий, Ф. М. Майский, Л. П. Вольская, Т. Б. Валасиади, А. В. Додонкин, А. И. Тюрин, А. С. Блажнова, В. И. Романовский, Т. И. Антонова. В 1945—1948 годах  художественным руководителем и директором   театра был В.Ф. Торский.
В 1950 году театр возглавляет молодой режиссёр З. Я. Корогодский, впоследствии главный режиссёр Ленинградского ТЮЗа. В Калуге он ставит свои первые самостоятельные спектакли: «Товарищи москвичи», «Правда хорошо, а счастье лучше», «Учитель танцев», «Трактирщица».
Современный свой вид здание театра приобретает лишь в 1958 году, отстроенное заново после многочисленных разрушений, пожаров и перестроек. Цементная скульптура «Искусство народу» была выполнена для фасада театра московским скульптором Н. К. Вентцель.
Главными режиссёрами театра, в разные годы работали: Д. С. Любарский и Р. В. Соколов, А. Б. Плетнёв.
С 2000 года, директор театра — Заслуженный работник культуры Российской Федерации Александр Кривовичев. В 2016—2017 годах Главным режиссёром театра работал Анатолий Бейрак.
C 1974 по 2019 годы в театре служил народный артист России В. С. Логвиновский (1941—2019). Виталий Степанович был известен зрителю как актёр широчайшего диапазона. Наполеон, Иван Грозный, персонажи классических русских комедий всегда удавались Логвиновскому с неизменным успехом. Актёр блистал и в постановках зарубежной драматургии. Одной из самых удачных ролей в карьере Народного артиста стала главная роль в комедии Мольерра «Проделки Скапена». В Калужском драматическом театре Виталий Логвиновский прослужил 45 лет, до последних дней жизни.

## Современная труппа театра
Народные артисты России:
- Пахоменко, Михаил Арсентьевич;

Заслуженные артисты России:
- Ефременко, Надежда Васильевна;
- Корнюшин, Сергей Петрович;
- Кремнёва, Любовь Андреевна;
- Кузнецов, Михаил Алексеевич;
- Лунин, Сергей Борисович;
- Парфирова, Людмила Евгеньевна;
- Сумин, Евгений Николаевич;
- С полным составом труппы и репертуарным календарём можно ознакомиться на официальном сайте театра.

## Статьи и публикации
- Тархов С. А. Изменение административно-территориального деления России за последние 300 лет // География : Газета. — 2001. — № 15.
- Калужский областной драматический театр // Энциклопедия Кино и ТВ : энциклопедия. — Ethnic Television Network/Matvil Corp, 2016.
- «Карт-бланш». Директор театра Александр Кривовичев отвечает на неудобные вопросы калужских журналистов. Телепрограмма «Карт-бланш». Телерадиокомпания «Ника» (10 сентября 2019). Дата обращения: 11 сентября 2019.